# 楢葉三之助
楢葉 三之助（ならは さんのすけ、生没年不詳）とは明治時代の東京の地本問屋。

## 来歴
明治年間に東京府日本橋区堺町9番地において地本問屋を営業している。楢葉周平の後嗣かといわれる。明治37年（1904年）に鏡湖の大判3枚続の錦絵「軍人亀鑑広瀬海軍中佐旅順口閉塞第二回決死隊奮戦之図」を出版したことが知られる。